# Об'ємна гідромашина
Об’ємною називається гідромашина, робочий процес якої ґрунтується на поперемінному заповненні робочої камери рідиною та витісненні її з робочої камери. 
Відповідно до того, створюють гідромашини потік рідини чи використовують його, їх розподіляють на:
- об'ємні насоси;
- об'ємні гідродвигуни.